# Pato (esporte)

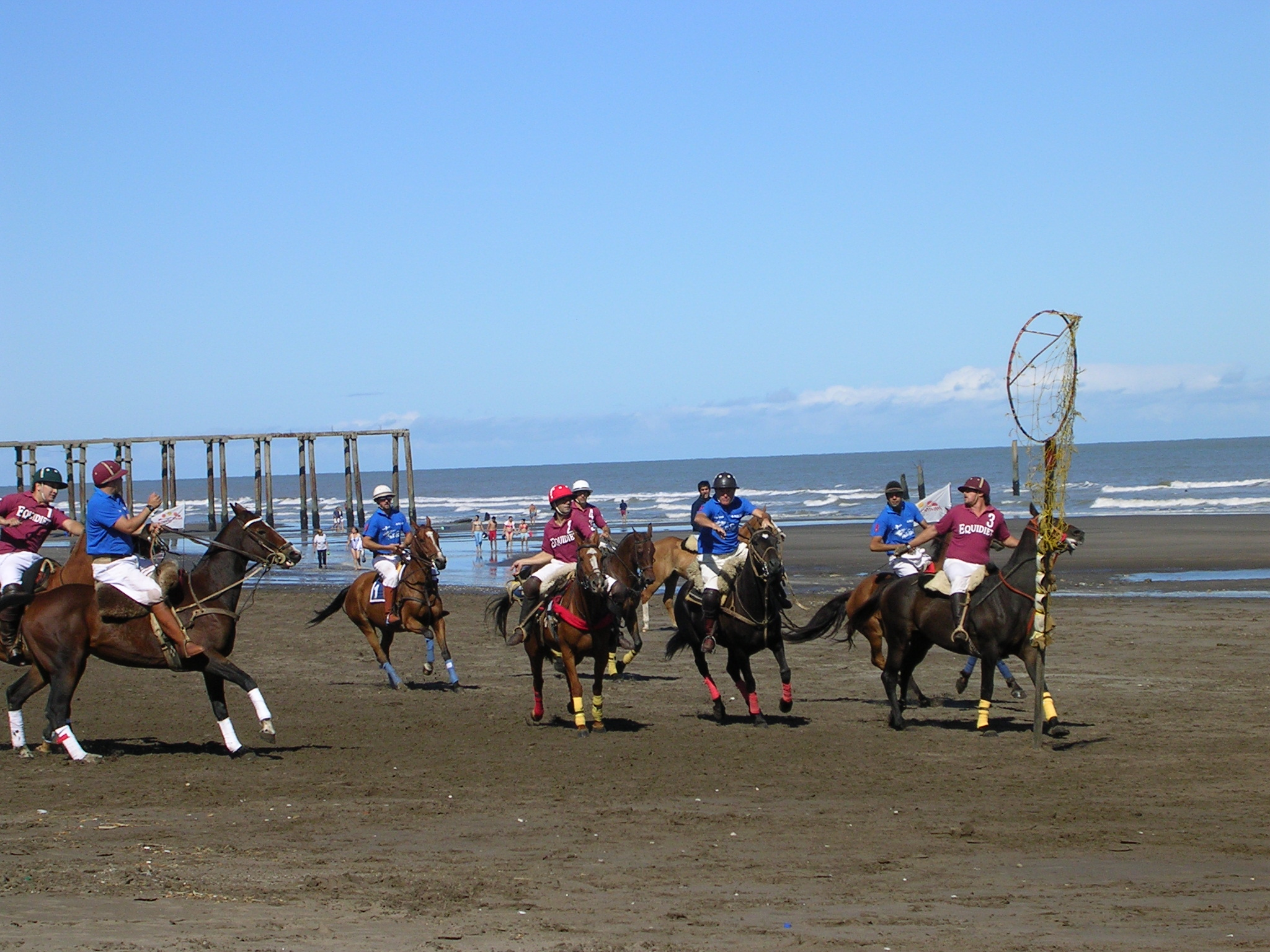
Jogo do pato.

O jogo do pato (em espanhol: juego del pato ou simples pato) é um esporte equestre originário da Argentina.
O jogo do pato nasceu das mãos dos gaúchos que praticavam esse esporte no campo. Desde o período colonial e ao longo do século XIX o pato era o esporte mais popular entre os moradores da província de Buenos Aires e arredores. Em sua origem, uma ave, normalmente um pato, era colocado dentro de um saco de couro com quatro alças e era disputado por duas equipes montadas à cavalo. A equipe que conseguisse puxar o saco para si começava o jogo com a posse do pato e deveria levá-lo até um local determinado no campo do adversário sem que esse lhe roubasse a posse do pato. 
Em 1822, o jogo foi proibido por Martín Rodríguez, governador da província de Buenos Aires, por conta da utilização de um animal vivo na prática do esporte e também por conta dos diversos acidentes que ocorriam com os ginetes, cavaleiros que competiam, colocando suas vidas em risco. 
Foi apenas no ano de 1938, após a criação de novas regras de segurança e a substituição do pato por uma bola que o esporte voltou a ser praticado e divulgado no país.
O esporte foi declarado oficialmente como esporte nacional argentino em 1953 pelo então presidente Juan Domingo Perón através do decreto 17.468 de 16 de setembro de 1953. Em 2010, após uma campanha de fazer o futebol o esporte nacional da Argentina, a Federação Argentina de Pato e Horseball pediu ao congresso argentino a aprovação de uma lei que reconhecesse oficialmente o pato. No dia 31 de Maio de 2017, a mesma é aprovada e o pato se torna por meio da lei 27.368 esporte nacional argentino.  

## REGRAS

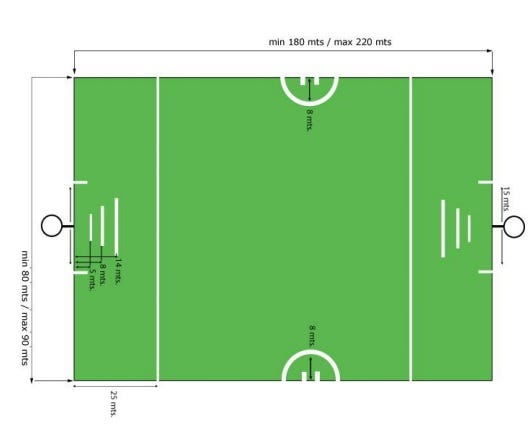
Dimensões da quadra do jogo do pato.

A quadra (ou "paddock") deve ser perfeitamente plana e coberta com cascalho ou grama. Suas dimensões são: comprimento entre 180 e 220 metros, largura entre 80 e 90. Os anéis, com diâmetro de um metro, estão localizados na linha de fundo, montados verticalmente em postes de 2,40 m. O regulamento estabelece que cada anel (ou "arco") deve ter uma rede de 1,40 m de profundidade.
O próprio "pato" é uma bola de couro, com câmara pneumática e seis alças; geralmente é branco. Seu diâmetro, de ponta a ponta, é de 40 cm. Seu peso máximo é de 1250 g.

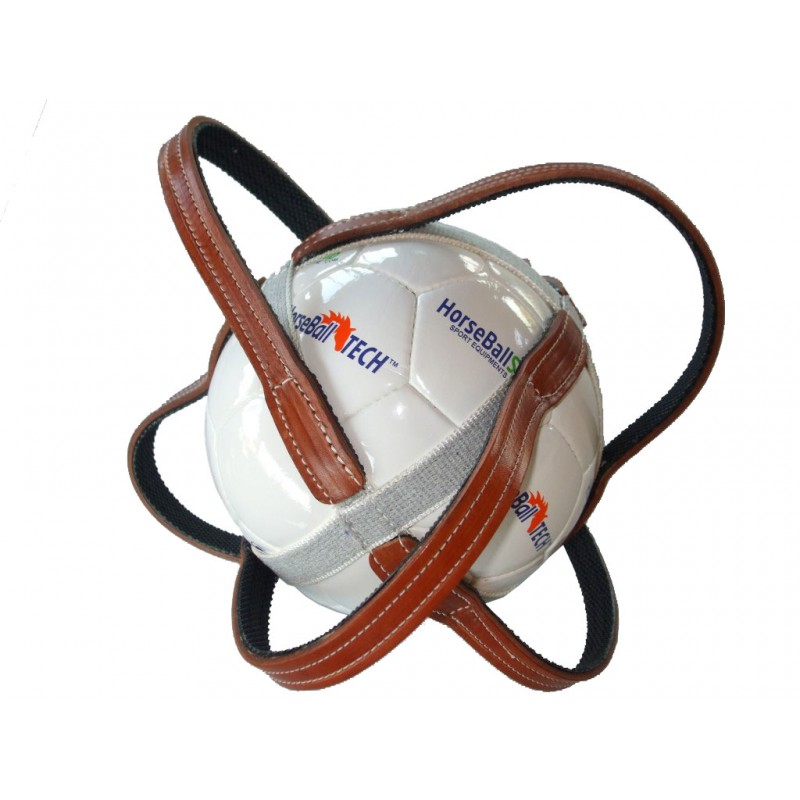
Bola do jogo do pato.

Os cavalos utilizados no pato de competição são exemplares do chamado cavalo crioulo, de até 1,45m de altura.
Os oito corredores iniciam o jogo em posições pré-definidas. A equipe com o pato avança até a linha de chegada para lançar à cesta e assim marcar um gol.
Os jogadores de ambas as equipes podem pegar o pato quando ele está no chão, o que exige grande equitação e força física. Quem pegar o pato pode passá-lo para um parceiro ("tapa") ou seguir para o arco. Durante a corrida, algumas regras devem ser respeitadas para evitar acidentes e preservar a competitividade. Notavelmente, há a obrigação de segurar o pato com a mão direita e estender o braço direito; o pato é assim "oferecido" ao rival, que pode tentar agarrá-lo e roubá-lo por meio da "correia" (não "oferta" é a chamada ofensa "negada").

A circunferência é a marca registrada do pato e é emocionante. Dois cavaleiros montam a toda velocidade, cada um segurando o pato pela alça; com empurrões limpos, eles tentam agarrar o pato. Observe que o "oferta" sempre faz alças com a mão direita; a mão que não aperta deve segurar as rédeas. Durante o aperto, é proibido apoiar-se na cadeira. O pato requer um cavalo treinado e grande agilidade do cavaleiro para pegá-lo, prendê-lo, esbofeteá-lo e convertê-lo.

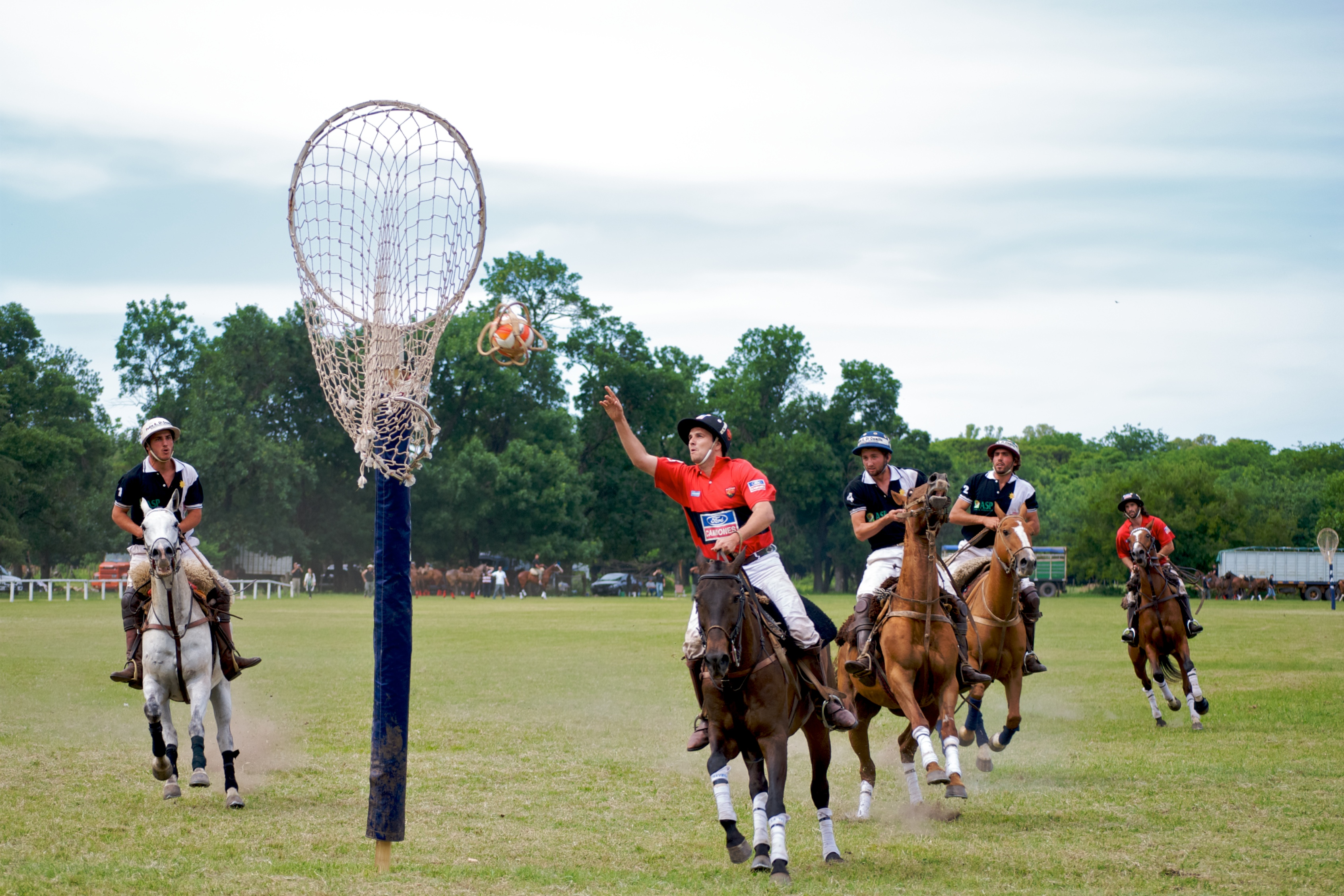
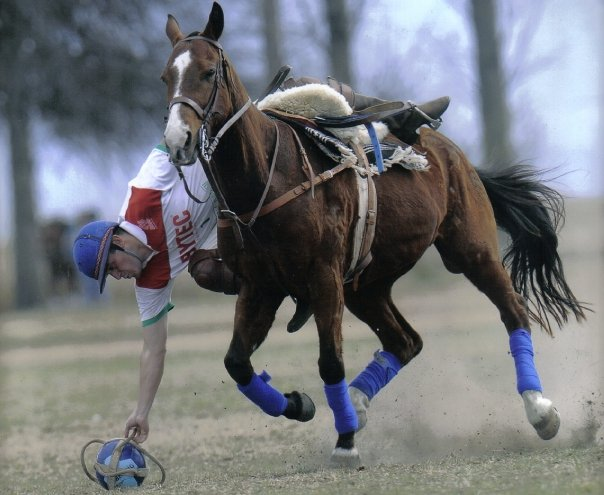
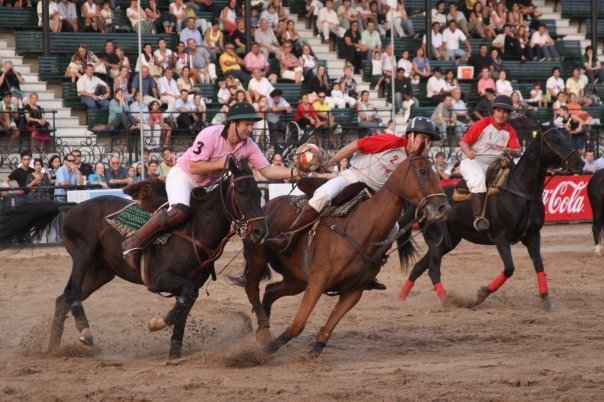
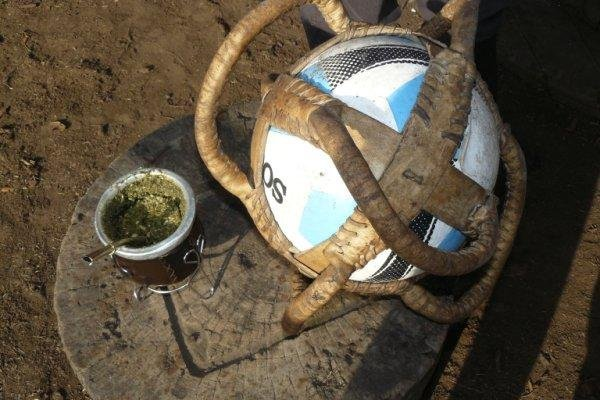